# 格勒維萊鄉
44°49′N 24°09′E / 44.817°N 24.150°E
格勒維萊鄉（羅馬尼亞語：Comuna Glăvile, Vâlcea），是羅馬尼亞的鄉份，位於該國西南部，由沃爾恰縣負責管轄，面積50平方公里，海拔高度349米，2002年人口2,483，人口密度每平方公里50人。